# PDF/X
PDF/X to grupa standardów określonych przez normy ISO w odniesieniu do dokumentów w formacie PDF umożliwiających bezproblemową wymianę informacji graficznych (tj. pewne i bezbłędne odtworzenie wyglądu przekazywanych w formie PDF dokumentów, obrazów) na przykład w celu ich późniejszego wydruku. Normy te uściślają wymagania co do zawartości (a ściślej biorąc formatu) plików PDF, nakładając na nią dodatkowe ograniczenia. 
Na przykład według normy PDF/X-1a wszystkie fonty użyte w dokumencie muszą być osadzone i wszystkie obrazy zawarte w pliku PDF muszą być w przestrzeni kolorów CMYK lub  kolorów dodatkowych. 
PDF/X-3 również wymaga osadzenia fontów z tym, że w przeciwieństwie do PDF/X-1a akceptuje wszelkie skalibrowane przestrzenie kolorów zarządzane przez profile kolorów, na przykład RGB, ARGB, LAB. Przy czym zarządzanie kolorami musi być przypisane do każdego elementu pliku PDF, np. do każdej grafiki osobno. 
Aby plik był zgodny z normami PDF/X, nie tylko musi spełniać wymagania tych norm, ale i musi zawierać specjalny identyfikator opisujący, którą dokładnie wersję której normy spełnia. Oznacza to, że dokument musi mieć przypisaną konkretną normę (np. PDF/X-3) nawet jeżeli spełnia również inne normy (np. PDF/X-1a, bo akurat jest zapisany w przestrzeni kolorów CMYK). Identyfikator ten jest zawarty albo w słowniku dokumentu, albo w metadanych dokumentu (albo i tu i tu)
Dodatkowo w pliku muszą być określone warunki wydruku właściwe dla danego pliku. Ze względu na przeznaczenie dokumentów PDF/X do wiernego wydruku niedopuszczalne jest zawieranie w nich jakiejkolwiek zawartości aktywnej - formularzy, komentarzy, dźwięków, filmów, podpisów.

## Lista standardów PDF/X
- PDF/X-1:2001,
- PDF/X-1a:2001,
- PDF/X-1a:2003,
- PDF/X-3:2002,
- PDF/X-3:2003,
- PDF/X-4,
- PDF/X-4p,
- PDF/X-5g,
- PDF/X-5pg

Uwaga: norma PDF/X-2 nigdy nie została opublikowana. 

## Główne normy opisujące standardy PDF/X
- ISO 15929
- ISO 15930 (z kolejnymi wariantami i rozszerzeniami tej normy od 15930-1 do 15930-8)